# IL36B
IL36B (англ. Interleukin 36, beta) – білок, який кодується однойменним геном, розташованим у людей на короткому плечі 2-ї хромосоми.  Довжина поліпептидного ланцюга білка становить 164 амінокислот, а молекулярна маса — 18 522.
| 10         |  | 20         |  | 30         |  | 40         |  | 50         |
| ---------- |  | ---------- |  | ---------- |  | ---------- |  | ---------- |
| MNPQREAAPK |  | SYAIRDSRQM |  | VWVLSGNSLI |  | AAPLSRSIKP |  | VTLHLIACRD |
| TEFSDKEKGN |  | MVYLGIKGKD |  | LCLFCAEIQG |  | KPTLQLKLQG |  | SQDNIGKDTC |
| WKLVGIHTCI |  | NLDVRESCFM |  | GTLDQWGIGV |  | GRKKWKSSFQ |  | HHHLRKKDKD |
| FSSMRTNIGM |  | PGRM       |  |            |  |            |  |            |

A: Аланін

C: Цистеїн

D: Аспарагінова кислота

E: Глутамінова кислота

F: Фенілаланін

G: Гліцин

H: Гістидин

I: Ізолейцин

K: Лізин

L: Лейцин

M: Метіонін

N: Аспарагін

P: Пролін

Q: Глутамін

R: Аргінін

S: Серин

T: Треонін

V: Валін

W: Триптофан

Кодований геном білок за функцією належить до цитокінів. 
Задіяний у таких біологічних процесах як імунітет, вроджений імунітет, запальна відповідь, поліморфізм, альтернативний сплайсинг. 
Секретований назовні.